# Tomkod pacyficzny
Tomkod pacyficzny, dorszyk pacyficzny (Microgadus proximus) – gatunek morskiej ryby dorszokształtnej z rodziny dorszowatych (Gadidae).

## Rozmieszczenie i środowisko
Występuje w północno-wschodnim Pacyfiku, u północno-zachodniego wybrzeża Ameryki Północnej, od południowo-wschodniego Morza Beringa do wysokości środkowej Kalifornii.
Bytuje w wodach przybrzeżnych na głębokości od kilku do 275 m, zazwyczaj od 25 do 120 m. W płytkich zatokach potrafi tworzyć duże ławice. Przebywa w strefie dennej, blisko piaszczystego lub mulistego dna. Ryba oceanodromiczna. Zdarza się, że wpływa do wód słonawych.

## Morfologia
Długość maksymalna – 30,5 cm. Ma dużą głowę i drobne zęby. Trzy płetwy grzbietowe: pierwsza – trójkątnego kształtu, z 14–17 promieniami miękkimi, druga najdłuższa z nich, z 17–20, trzecia z 17–20, odstępy między grzbietowymi płetwami bardzo małe. Dwie płetwy odbytowe, pierwsza z 20–25 promieniami miękkimi, druga z 18–21. Płetwa piersiowa zbudowana z 18–19 promieni miękkich, brzuszna z 6–7. Końce płetw ciemnego koloru. Ma krótki wąsik na podbródku. Ciało wydłużone, smukłe, koloru oliwkowego do brązowawego w części grzbietowej, jasne na brzuchu, pokryte cienkimi łuskami. 
Gatunek ten jest jednoznacznie identyfikowalny dzięki kombinacji trzech cech – szczęki dolnej krótszej od szczęki górnej, długości wąsa, który jest nie dłuższy niż połowa średnicy źrenicy oka i położeniem otworu odbytowego na wysokości tylnej części pierwszej płetwy grzbietowej. Mylony bywa z dorszem pacyficznym, jednak ten ma wąs długości mniej więcej tej samej co średnica źrenicy oka.

## Odżywianie
Żywi się narybkiem innych ryb i bezkręgowcami strefy dennej – krewetkami, obunogami, równonogami, ślimakami i małżami.

## Znaczenie gospodarcze
Niegdyś poławiana przez Indian z zachodniego wybrzeża Kanady i Alaski. Nie ma większego znaczenia przemysłowego, pojawia się raczej jako przyłów we włokach dennych. Na przełomie lat 60. i 70. XX wieku przyłów tego gatunku nie przekraczał 1–2 tony rocznie. Część trafiała na targi rybne, ale większość przetwarzana była na paszę dla zwierząt hodowlanych. Mimo to, o białym i chudym mięsie tomkoda pacyficznego mówi się, że jest dość smaczne.